# Kotlice (gmina)
Kotlice – dawna gmina wiejska istniejąca do 1954 roku w woj. lubelskim. Siedzibą władz gminy były Kotlice.
Gmina Kotlice była jedną z 13 gmin wiejskich powiatu tomaszowskiego guberni lubelskiej.  W 1919 roku gmina weszła w skład woj. lubelskiego.
Pod okupacją niemiecką włączona do powiatu zamojskiego w dystrykcie lubelskim Generalnego Gubernatorstwa.
Po wojnie gmina zachowała przynależność administracyjną sprzed wojny. Według stanu z dnia 1 lipca 1952 roku gmina składała się z 17 gromad. 12 września 1953 roku z gminy Kotlice wyłączono gromadę Bożydar i włączono ją do gminy Nowa Osada w powiecie zamojskim.
Gmina została zniesiona 29 września 1954 roku wraz z reformą wprowadzającą gromady w miejsce gmin. Jednostki nie przywrócono 1 stycznia 1973 roku po reaktywowaniu gmin.